# Ines Birkhan

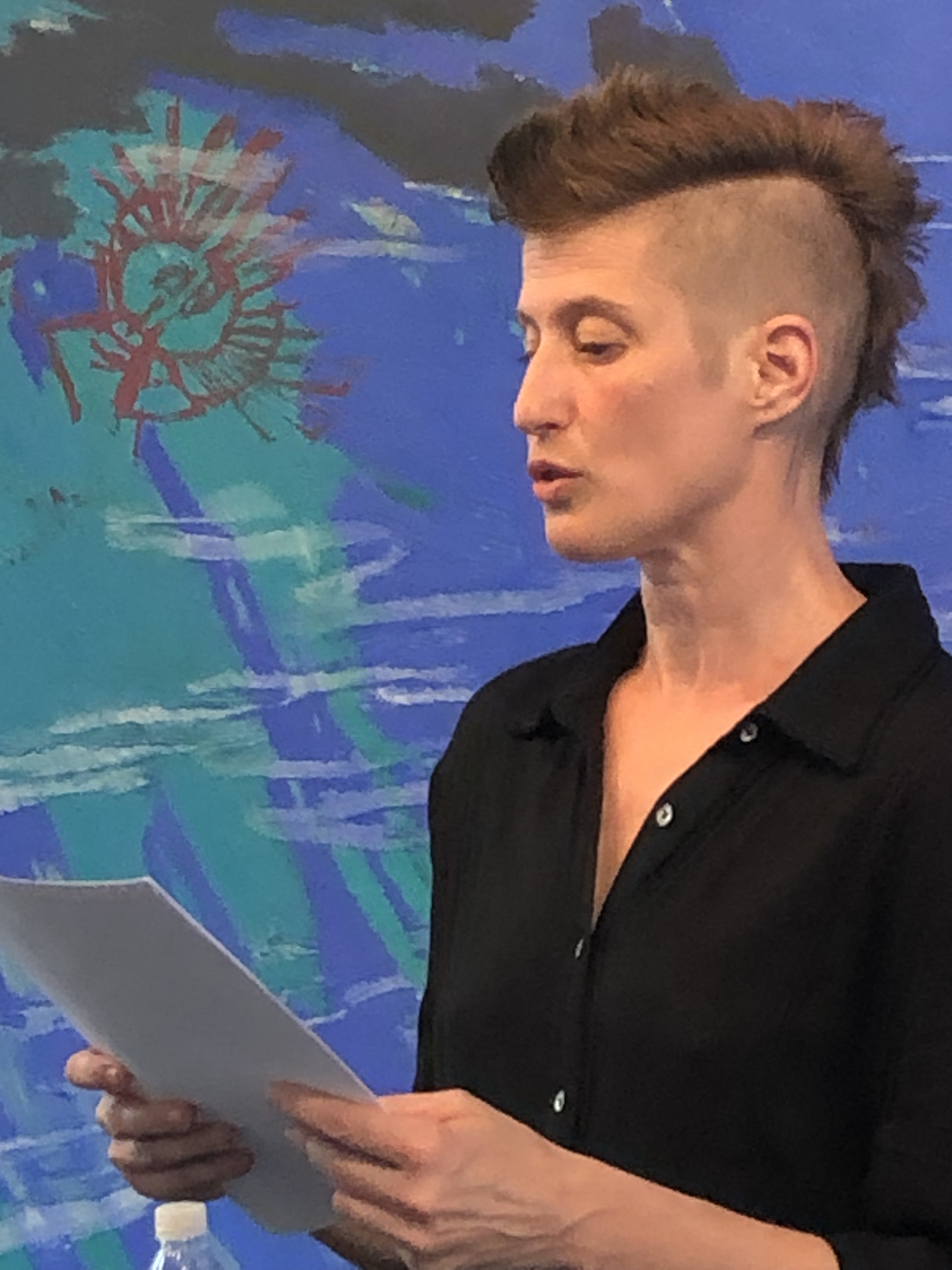
Lesung im Haus Wittgenstein

Ines Birkhan (* 30. Oktober 1974 in Wien) ist eine österreichische Autorin, Tänzerin und Choreografin.

## Leben
Ines Birkhan ist die Tochter von Helmut Birkhan und Ingvild Birkhan. Sie studierte an der Universität für angewandte Kunst Wien bei Alfred Hrdlicka und Gerda Fassel Bildhauerei. Später studierte sie Tanz und Choreografie an der School For New Dance Development (SNDO) in Amsterdam. 
Ab 2001 wirkte sie als freischaffende Choreografin und Tänzerin und Co-Leiterin der Tanzkompanie Real Dance Super Sentai.
Seit 2005 ist sie vor allem als Autorin tätig. Unter anderem veröffentlichte sie Kurzgeschichten in Literaturzeitschriften. 2009 erschien ihr Debütroman Chrysalis und sie wurde von Mircea Cărtărescu als Literatur-Stipendiatin an der Akademie Schloss Solitude ausgewählt. 2012 folgte mit Angel Meat.Verwerfungen ihr zweiter Roman. 2014 erhielt sie den Theodor-Körner-Preis. 2017 wurde der Roman Untot, du geteilte Welt veröffentlicht. 2019 wurde sie von Nora Gomringer zum Ingeborg-Bachmann-Wettbewerb eingeladen. 2022 erschien der Roman abspenstig im Verlag TEXT/RAHMEN.

## Auszeichnungen
- 2009/2010: Aufenthaltsstipendium an der Akademie Schloss Solitude[4]
- 2010: START-Stipendium des Bundesministeriums für Unterricht, Kunst und Kultur (BMUKK)
- 2011: Reisestipendium des BMUKK
- 2014: Theodor-Körner-Preis für Kunst/Literatur[3]
- 2015 und 2017: Projektstipendium des Bundeskanzleramtes (BKA)[2]
- 2019: Nominierung zum Ingeborg-Bachmann-Preis 2019[1]

## Publikationen (Auswahl)
- 2009: Chrysalis, Roman, Praesens-Verlag, Wien 2009, ISBN 978-3-7069-0573-2Anne Bennent
- 2012: Angel Meat. Verwerfungen, Roman, Neofelis-Verlag, Berlin 2012, ISBN 978-3-943414-02-8
- 2017: Gang durch den Wald, Lesespiel, Edition fabrik.transit, Wien 2017, ISBN 978-3-9503891-9-7
- 2017: Untot, du geteilte Welt, Roman, Verlag Bibliothek der Provinz, Weitra 2017, ISBN 978-3-99028-680-7
- 2022: abspenstig, Roman, Verlag TEXT/RAHMEN, Wien 2022, ISBN 978-3-903365-07-0

## Hörspiele
- 2020: Mit der Fliehkraft, (ORF), Regie: die Autorin, Komposition und Musik: Bertram Dhellemmes, Stimme: Anne Bennent, Stimmkomposition: Sainkho Namtchylak[5]
- 2025: Streifenreduktion[6], (ORF), Regie: die Autorin, Komposition und Musik: Bertram Dhellemmes, Stimme: Anne Bennent
- 2025: Eskapismus (ORF), Regie und Stimme: die Autorin, Komposition und Musik: Bertram Dhellemmes